# Boris Krakover
Boris Krakover también conocido por su seudónimo artístico Merry o Carlos Merry (Campana, Buenos Aires, 15 de abril de 1919), fue fotógrafo, reportero gráfico, fotograbador y retocador fotográfico, profesión que aprendió de su padre. Además aprendió pintura, y fue compositor de tangos. 

## Biografía
Sexto hijo de José Krakover, el nacido en la ciudad bonaerense de Campana, se establece en la ciudad de La Plata, donde residió el resto de su vida. Fotógrafo por herencia familiar, tuvo su propio estudio de fotografía que tenía como nombre Merry. Siendo empleado en la sección fotografía del Ministerio de Salud de la Provincia de Buenos Aires, llegó a ser jefe de división de dicho ministerio público.

## Teatro Independiente

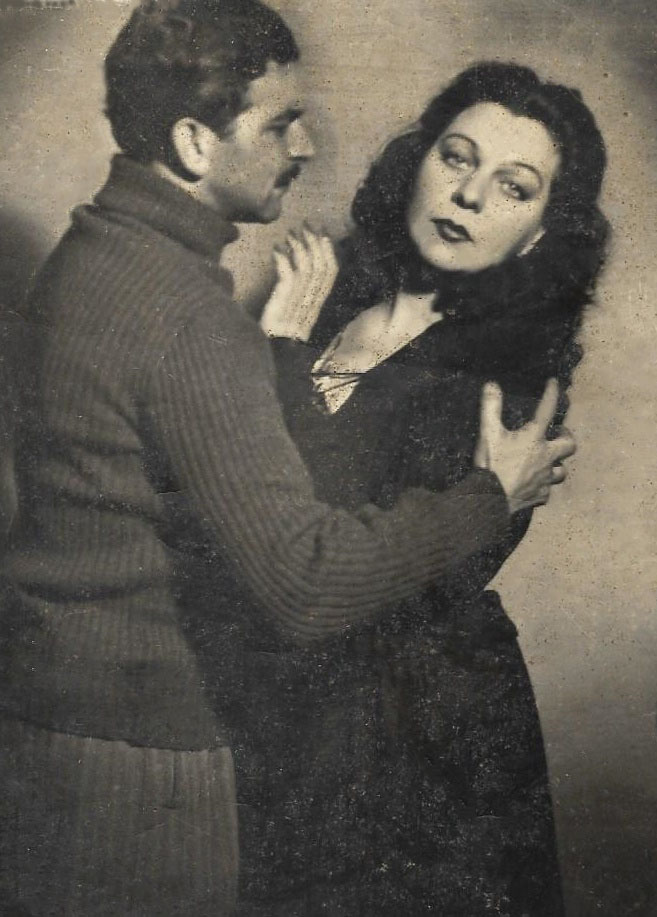
Boris Krakover y Livia Lugano

Durante su adolescencia, su familia se muda a la ciudad de La Plata, donde comienza a recorrer la bohemia de los años 1940 y 1950. En su juventud, siempre rodeado de actores, músicos y artistas en general, comienza a incursionar en las artes escénicas, donde recorre varios papeles secundarios.
Integra una de las primeras compañías de teatro, el Teatro Universal de La Plata, dirigida por Gladis Livia Lugano.
Participó del elenco en La Leyenda de Ante  (estreno 25/01/1947) del poeta Alfredo Rafaelli Sarandria (esposo de Livia Lugano)  y Tierra Baja, del autor Ángel Guimerá, donde interpretó el papel de El Morrucho (ver folleto aparte), La Zapatera Prodigiosa de Federico García Lorca (estreno 25/09/1949) y Fedra (18/02/1949) de Jean Racine. Boris Krakover eligió el seudónimo Merry, porque cuando hacía teatro en la década de 40, actuó en una obra denominada La importancia de llamarse Ernesto (estreno 04/12/1949) de Oscar Wilde, allí interpreta el personaje de Merriman,  el sirviente. Tanto le gustó que decide adoptar el apodo de Merry (feliz, alegre).

## Compositor de tangos
Entre sus múltiples facetas también debemos contar la de compositor musical. Su pieza musical más conocida es el tango "Mis Penurias", cuya letra y melodía son de su autoría, grabado en la sala de estudio "PRINCE" L.R. 3 Radio Belgrano el 27 de marzo de 1954 y editado por la discográfica  "Ediciones Musicales A. Boccazzi", el 14 de mayo de 1952. Registrada en la Sociedad Argentina de Autores y Compositores de Música, SADAIC, ese mismo año. Este tema fue interpretado por el cantante Guido Lasserre. También escribió los tangos "Amor o Locura" y "Puskas".

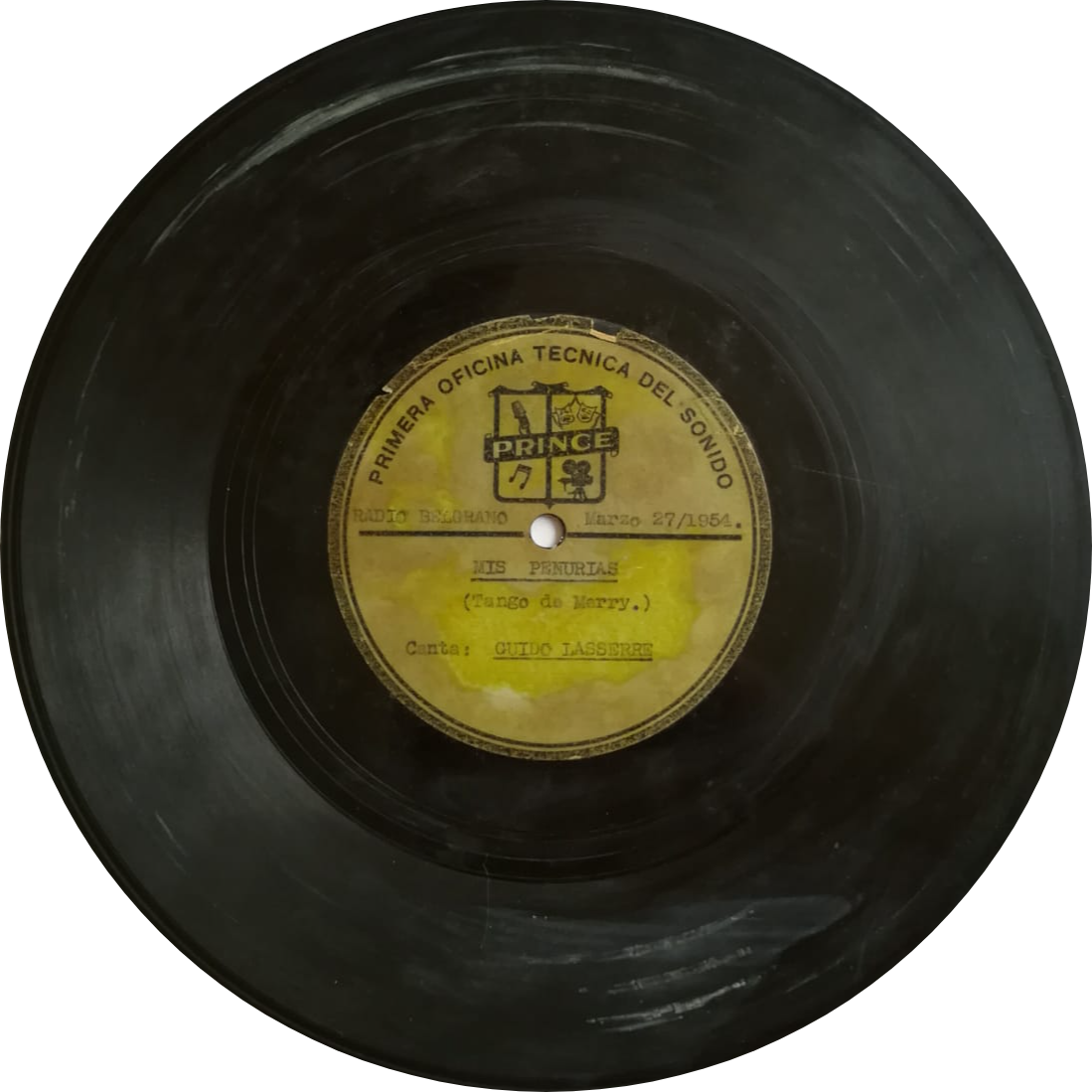
Disco de vinilo. Tango "Mis Penurias" (1954)
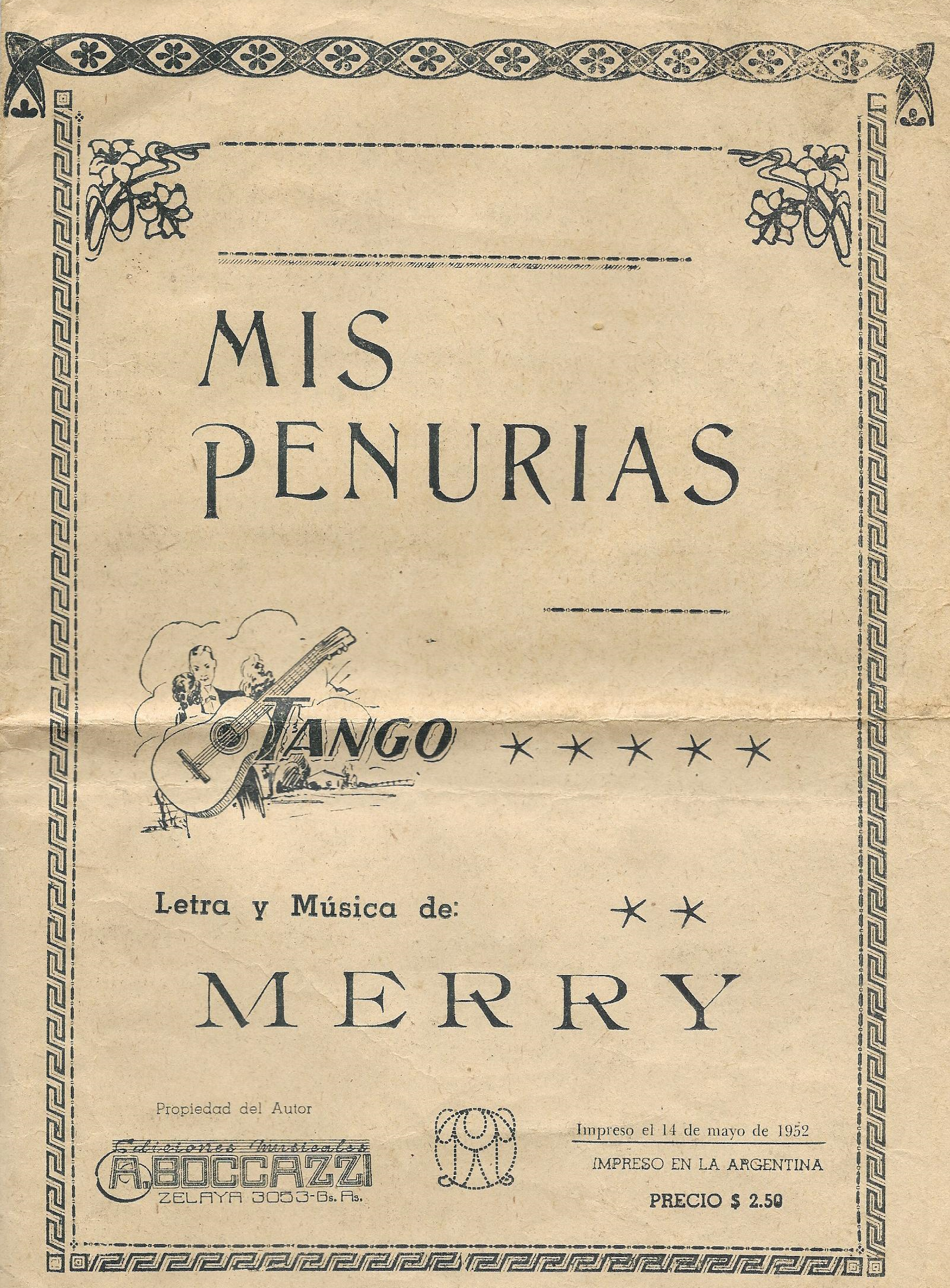
Portada de la partitura
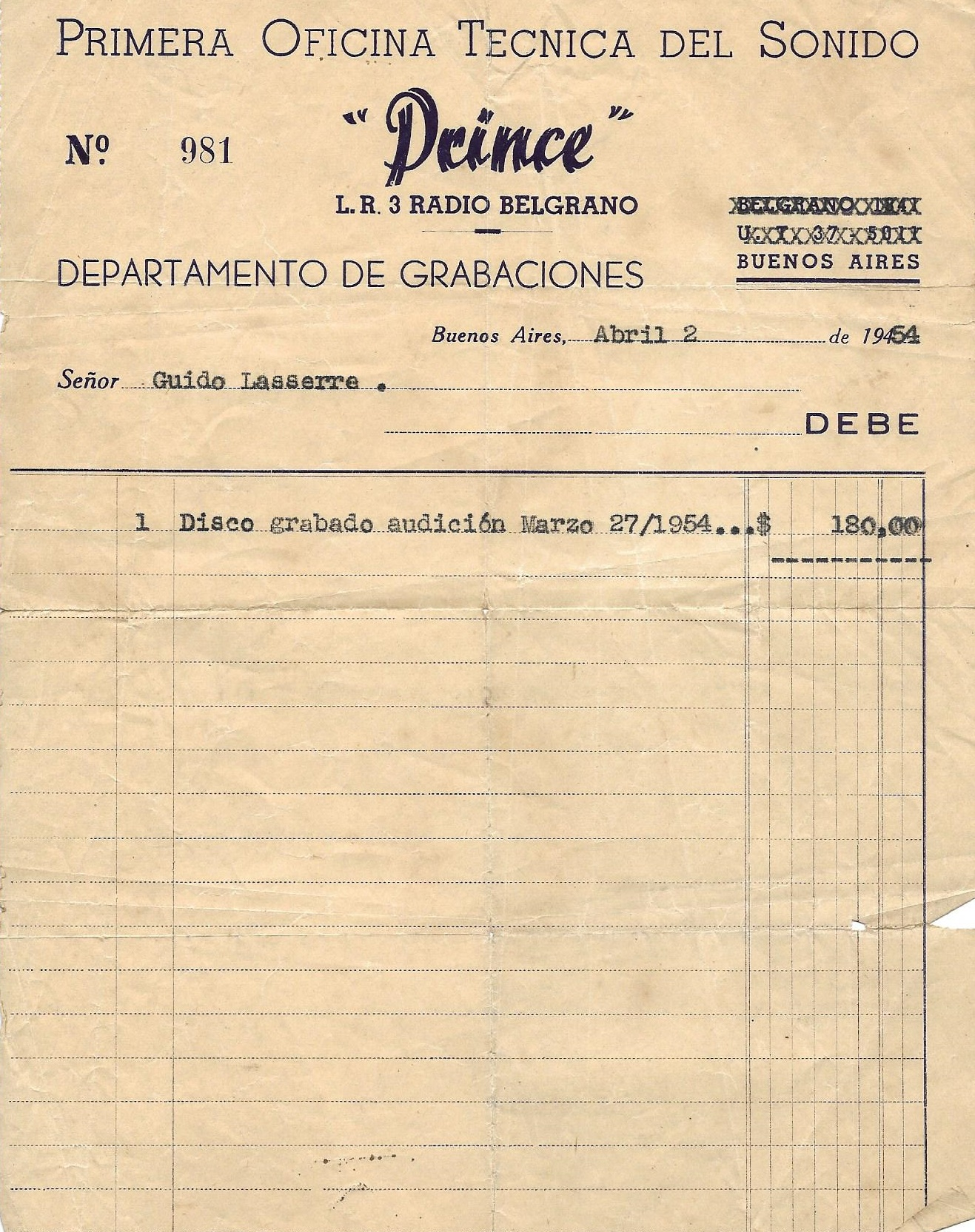
Estudio de grabación de sonido Prince

## El Fotógrafo
Fotógrafo de formación autodidacta, se integró en el círculo de los fotógrafos sociales o de inspiración humana. Formó parte, junto a su padre, de los extintos diarios El Argentino y El Plata  de la ciudad de La Plata. Aprendió de él y hermanos mayores la profesión. Fue fotograbador y fotógrafo del mismo.
Su estudio artístico fotográfico Merry sito en la calle 57 N.º 536 de la ciudad de La Plata inicio actividades en septiembre de 1954 hasta abril de 1959 donde se realizaba la fotografía y los arreglos de la misma (retoques e iluminación y pintado color). Cabe aclarar que en 1952, luego de la muerte de Eva Perón, la ciudad pasó a llamarse ciudad Eva Perón, volviendo a su denominación original luego de la caída del gobierno de Perón en septiembre de 1955, de ahí que la tarjeta de presentación lleve ese nombre de ciudad.
En 1949 ingresó a trabajar en el Ministerio de Bienestar Social (hoy Ministerio De Salud Pública y Asistencia Social), siendo el primer fotógrafo y reportero gráfico del Ministerio Público y creador de la División Fotografía del mismo, prestando servicio efectivo desde el año XXX dejando a través de la Ley de Prescindibilidad en 1976 bajo el gobierno de la dictadura militar.

### Primera exposición de fotoperiodístas platenses (1951)
Participó en la primera exposición de fotoperiodistas platenses en el año 1951, oportunidad en la que fue premiado.
Sus fotografías demuestran el carácter absolutamente simbólico de sus trabajos. La foto titulada Dorian Gray, fue inspirada en la novela de Oscar Wilde "El retrato de Dorian Gray", historia acerca de un hermoso hedonista que milagrosamente retiene su juventud mientras su retrato muestra los estragos del tiempo.
```
   
"
...la sombra con figura humana en lo oscuro de la noche, el día iluminando la muerte.
 
                   
El otro yo del maldito, el bien y el mal que en el interior todos llevamos...
"
   
                                                        
 Explica así su imagen Boris Krakover.
```

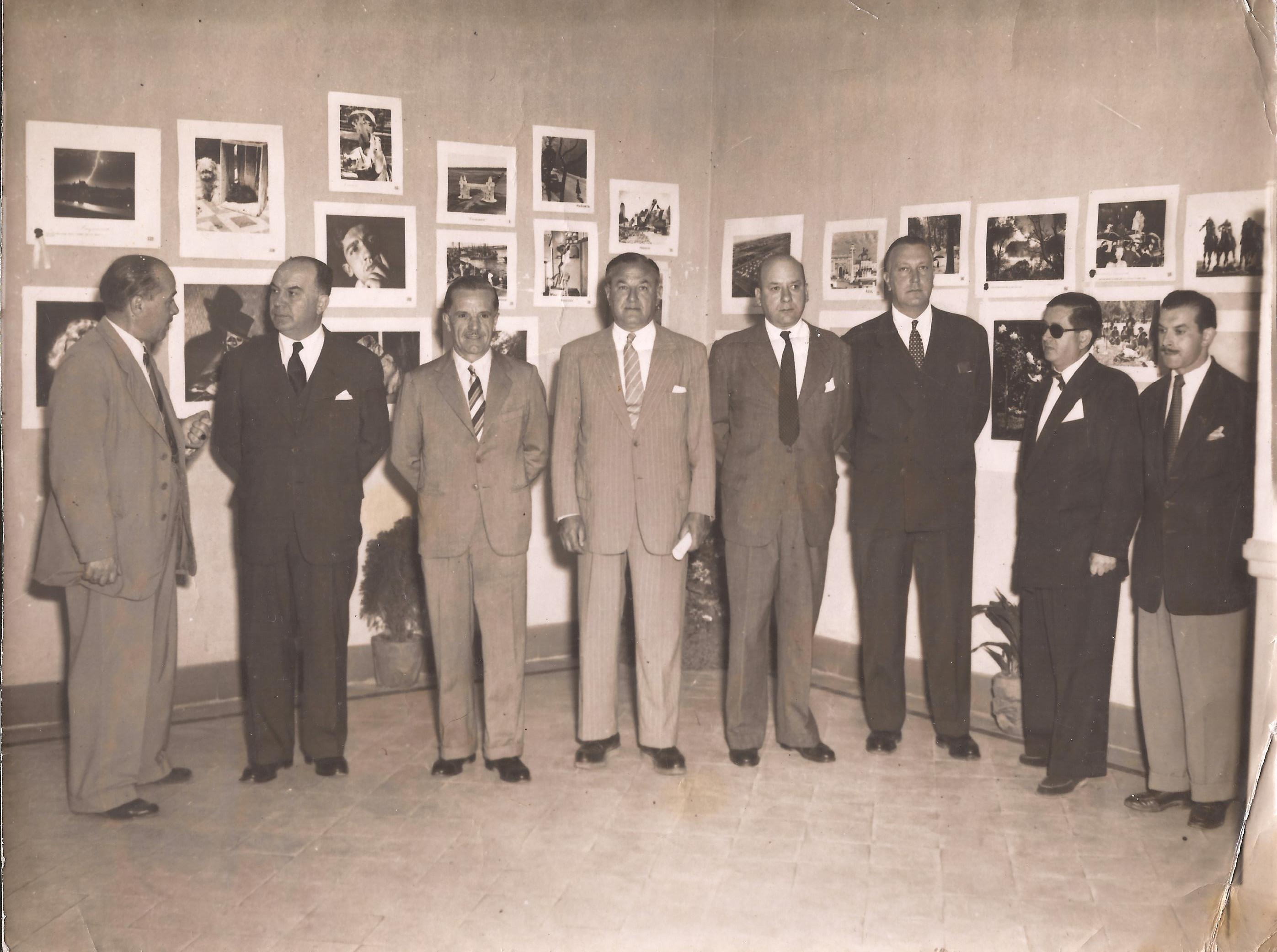
Fotógrafos expositores de la Primera Exposición de Fotoperiodístas de La Plata en 1951. (Krakover el primero de la derecha en la imagen)
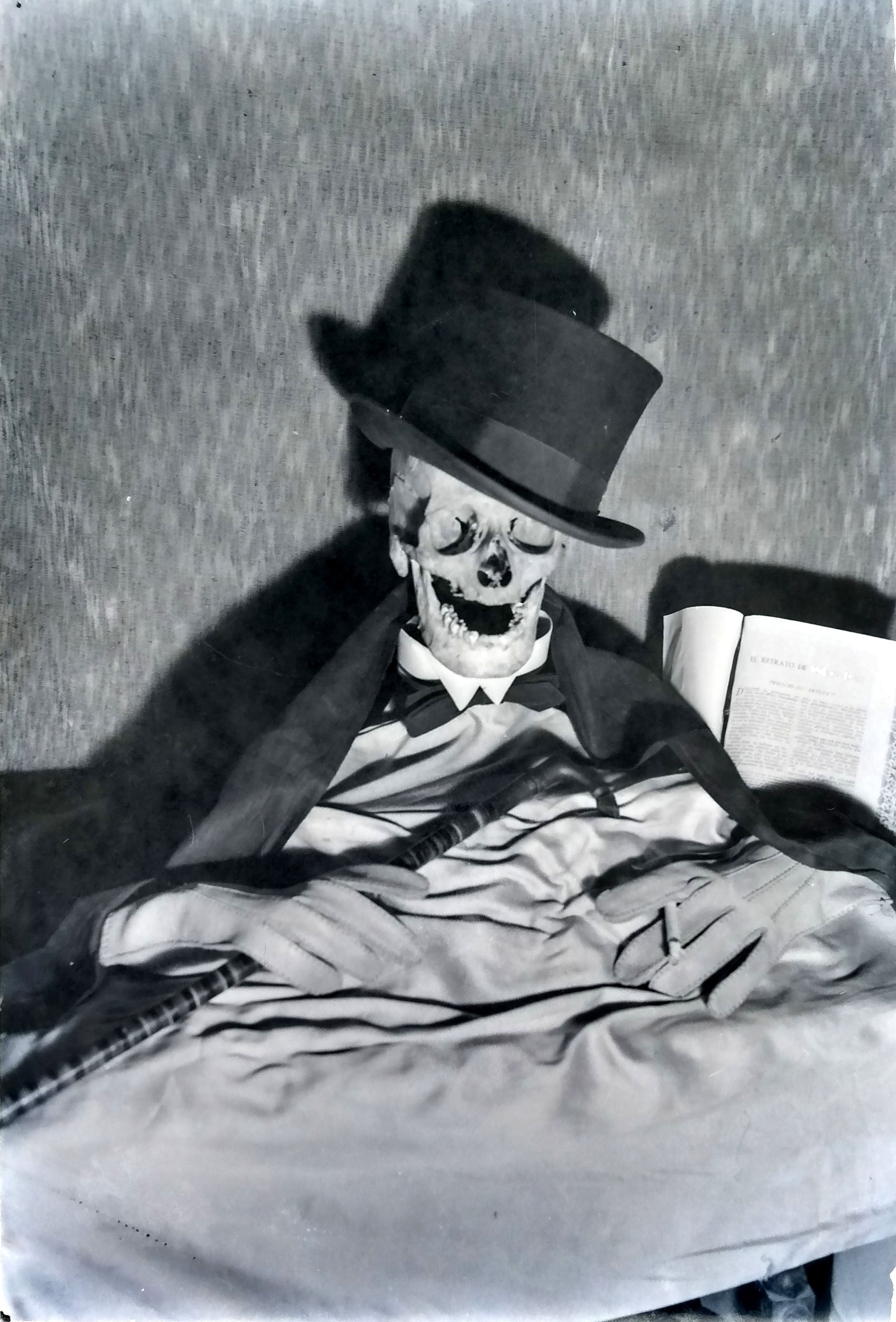
Foto expuesta por Boris Krakover donde representa la símbología del arte como espejo de las acciones de los hombres.

## Placas de reporteros gráficos

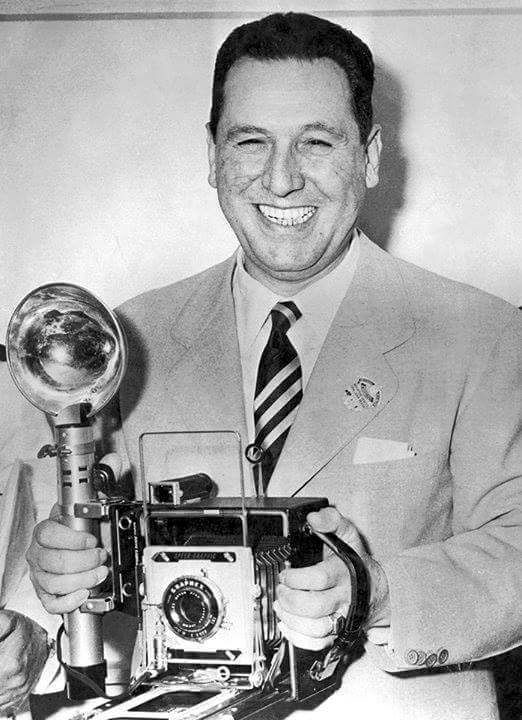
La imagen que se puede ver en el Archivo General de la Nación se titula: “Primer reportero gráfico” (1951)

La Asociación de Reporteros Gráficos de la República Argentina (ARGRA) consolidó sus relaciones con el expresidente Juan Domingo Perón en 1951. En ese entonces, se promocionó al Presidente de la República Argentina, sosteniendo una cámara Speed Graphic, modelo Graflex junto con el símbolo de reportero gráfico en su solapa. El expresidente argentino y su esposa María Eva Duarte de Perón fueron homenajeados con las credenciales de oro N.º 1 y N.º 2, respectivamente, con las que los acreditó como los poseedores de las dos primeras credenciales de la asociación.
A partir de 1952, se repartieron los distintivos a los reporteros gráficos, asignándole el N.º 176 a Boris Krakover.

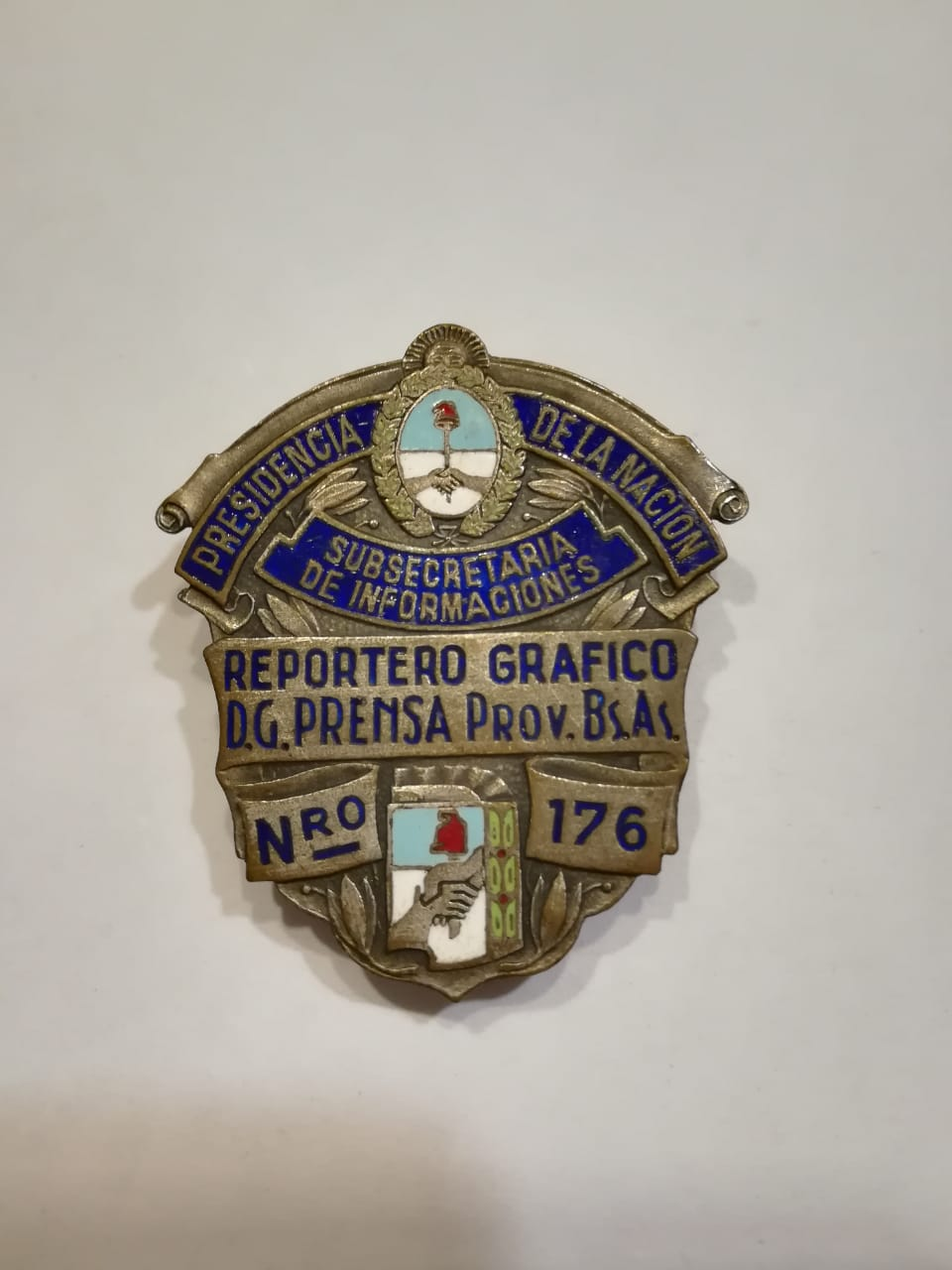
Chapa de acreditación como reportero gráfico
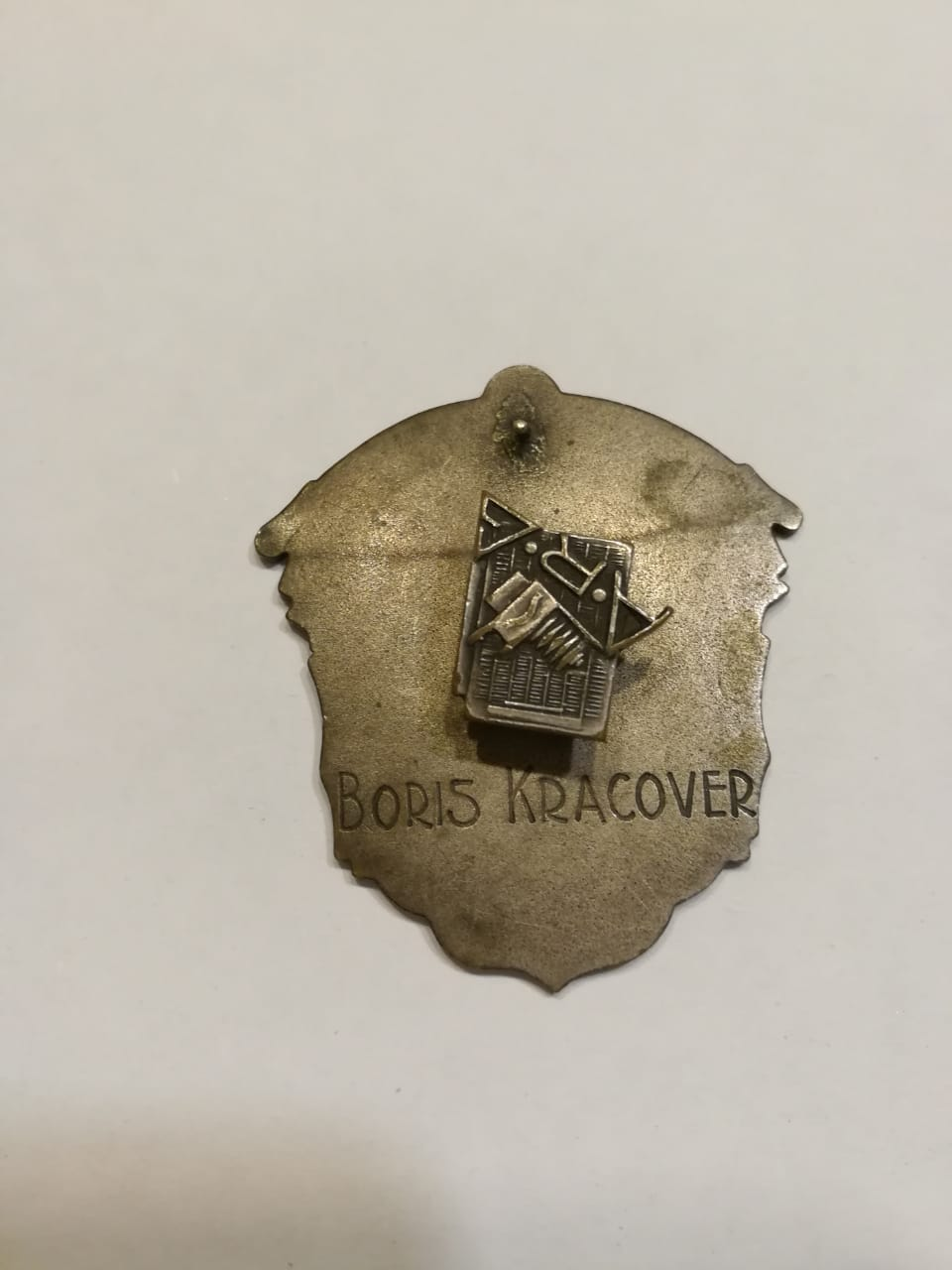
Reverso placa anterior

## Reconocimiento Público
En conmemoración al día del fotógrafo en Argentina y Latinoamérica, el Museo de los Trabajadores Evita de La Plata, realizó el 24 de septiembre de 2021, un acto público donde se colocó en sus paredes un cuadro con las fotografías de las placas de acreditación como trabajadores de prensa (reporteros gráficos) entregadas en el año 1951 en homenaje a José y Boris Krakover en reconocimiento a la trayectoria  como reporteros gráficos bonaerenses.

## Galería

Placas para el uso de los reporteros gráficosPlacas para el uso de los reporteros gráficos
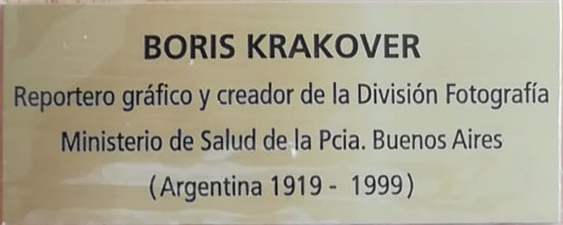
Placa del cuadro en el "Museo de los Trabajadores Evita", en homenaje a Boris Krakover
Acto conmemorativo a la labor de dos reporteros gráficos argentinosActo conmemorativo a la labor de dos reporteros gráficos argentinos
Acto conmemorativo a la labor de dos reporteros gráficos argentinosActo conmemorativo a la labor de dos reporteros gráficos argentinos